# Calle Caballeros (Valencia)
La calle Caballeros o de los Caballeros (en valenciano: Carrer dels Cavallers) es una vía urbana histórica del centro de Valencia. Recorre desde la plaza de la Virgen de los Desamparados hasta la plaza del Tossal.
Su nombre está documentado desde el siglo XV. Durante la II República fue renombrado como calle de la Metalurgia.
Se considera una de las calles más antiguas de la ciudad, pues en su esencia coincide con el decumano de la vieja ciudad romana. Sin embargo es una calle estrecha e irregular, que no es recta, sino que traza una ligera curvatura, y apenas permite el paso de un carril.
Actualmente es una calle muy conocida por sus restaurantes y bares, pero su valor histórico y artístico se basa en ser el centro de concentración del poder de la ciudad al menos en sus momentos más destacados. En su inicio en la plaza de a Virgen, se encontraba la vieja sede del municipio, hoy derruida, y el palacio de la Generalidad, sede del poder del reino. A lo largo de la calle se concentraron los palacios de las principales familias valencianas, que rivalizaron en la esplendosidad de sus edificios góticos.

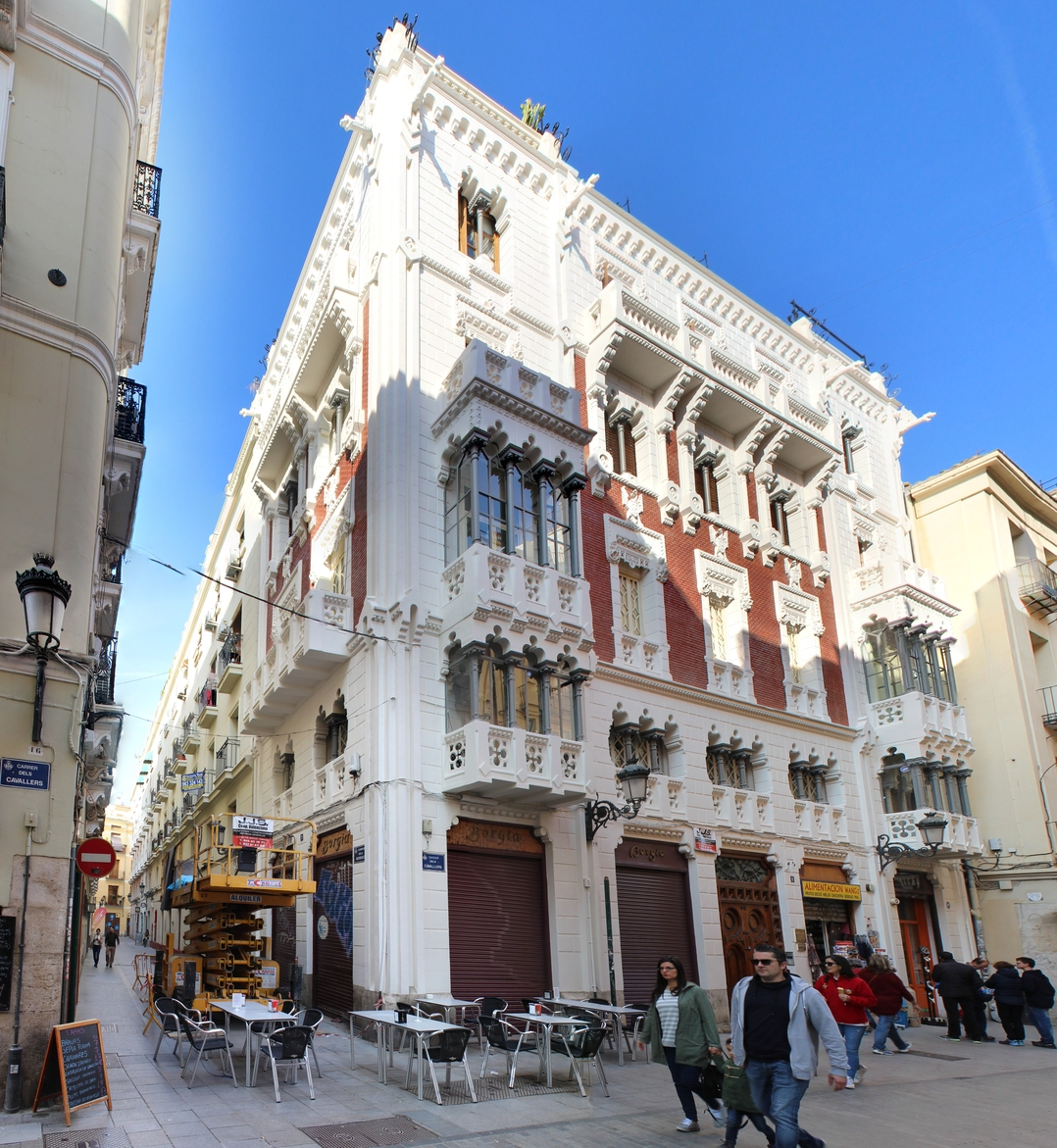
Casa Peris, edificio en la calle Caballeros nº 8, obra de José María Manuel Cortina Pérez

Muchos de esos palacios fueron reformados posteriormente o cayeron bajo la piqueta. Sobrevivieron, mejor o peor conservados y reformados palacios como el de Fuentehermosa o de Castellfort, el de los marqueses de Malferit o los condes de Brizuela, el de los condes de Oliva o los Centelles (hoy de Daya Nueva), el palacio de los Mercader, condes de Buñol,  el palacio de los condes de Alpuente, el palacio de los Queixal o el palacio de los Fernández de Córdova.
En esta calle se encuentran también edificios destacados como el acceso de entrada a la Iglesia Museo de San Nicolás, el teatro Talía, y los edificios historicistas de José María Cortina del número 8, y de Lucas García Cardona en el número 14-18 (Edificios Sancho). Además los palacios más cercanos a la plaza del Tossal mantienen importantes restos de la vieja muralla árabe.
Algunos de los caserones conservan su uso residencial, pero otros han sido dedicados a su uso por instituciones públicas, museos y distintos organismos. Así, por ejemplo, el palacio de Malferit es sede del Museo de Soldaditos de Plomo L’Iber . Varias cooperativas ocupan el palacio de los Mercader, y la consejería de Presidencia el palacio de Fuentehermosa, de Joaquín María Arnau Miramón.